# Anebysjön
Anebysjön är en sjö i Aneby kommun och Nässjö kommun i Småland och ingår i Motala ströms huvudavrinningsområde. Sjön har en area på 2,01 kvadratkilometer och ligger 211 meter över havet. Sjön avvattnas av vattendraget Svartån.

## Delavrinningsområde
Anebysjön ingår i det delavrinningsområde (640968-144100) som SMHI kallar för Utloppet av Anebysjön. Avrinningsområdets medelhöjd är 234 meter över havet och ytan är 12,24 kvadratkilometer. Räknas de 10 delavrinningsområdena uppströms in blir den ackumulerade arean 260,58 kvadratkilometer. Svartån som avvattnar avrinningsområdet har biflödesordning 2, vilket innebär att vattnet flödar genom totalt 2 vattendrag innan det når havet efter 204 kilometer. Delavrinningsområdet består mestadels av skog (56 procent) och jordbruk (17 procent). Avrinningsområdet har 2,01 kvadratkilometer vattenytor vilket ger det en sjöprocent på 16,4 procent.